# Gui d'Ussel
Pour les articles homonymes, voir Ussel.
Gui d'Ussel, né vers 1170 et mort avant 1225, est un chevalier limousin et un des quatre troubadours d'Ussel en Corrèze, avec ses frères Ebles et Pèire, et son cousin Elias,. Peu de ses textes en langue occitane nous sont parvenus.

## Biographie
Selon sa vida, Gui d'Ussel était chanoine de Brioude et de Montferrand, quoiqu'aucun document ne l'atteste. On sait seulement qu'Eblo Usseli et son frère Guido ont fait donation de terres en 1195 à l'abbaye de Bonnaigue.
Il composa plusieurs chansons courtoises en l’honneur de Marguerite d’Aubusson, épouse de Rainaud VI d'Aubusson, de Marie de Ventadour, de la comtesse de Montferrand, et de Gidas de Mondas, nièce de Guilhem de Montpellier et cousine germaine de la reine d’Aragon Marie de Montpellier.
En raison de son état ecclésiastique, Pierre de Castelnau, légat du Pape Innocent III lui fit finalement jurer vers 1209 de renoncer à composer, ce qu'il semble avoir fait.
Il reste de Gui d'Ussel huit cansos, dont quatre ont conservé leur mélodie, trois pastourelles et neuf tensons, qui furent reproduits par le troubadour italien Ferrarino Trogni da Ferrara dans son anthologie de la poésie lyrique occitane en 1254.
L'auteur Jean d'Aillon dans sa suite romanesque historique Les Aventures de Guilhem d'Ussel, chevalier troubadour, rebaptise son héros du nom d'Ussel à la suite de la rencontre du personnage principal avec Gui d'Ussel.